# Ancestor Tree Manager
Ancestor Tree Manager is een gratis computerprogramma voor het verwerken, opslaan en uitvoeren van genealogische data. Het is geschreven in Java en is geschikt voor Windows, Linux en macOS. Het ondersteunt GEDCOM 5.5.1 en 7.0 en kan vanuit het programma een website genereren inclusief menu, kwartierstaten, cirkeldiagram en parentelen. De persoonsbladen op de website kunnen voorzien worden van portretten (foto's) en aanklikbare scans (akten)
De eerste professionele versie van Ancestor Tree Manager (versie 3.0) verscheen op 29 februari 2020. Het programma is ontwikkeld door Iris Voswinkel.
Een overzicht van alle mogelijkheden staat op de website.
Versie 11.6 verscheen op 20 januari 2025, de versiegeschiedenis staat op de website.